# Veszprémi Lili
Veszprémi Lili, született Veszprémi Alice (Tata, 1901. július 21. – Budapest, 1982. június 3.) zongoratanár, zenei szakíró, Almár György építész, iparművész felesége és Almár Iván csillagász, űrkutató édesanyja.

## Élete
Veszprémi (Rothauser) Arnold csemegekereskedő és Garai Fáni gyermekeként született izraelita családban. Tanulmányait 1916 és 1922 között a budapesti Fodor Zeneiskolában (zongora) Tóth Árpád, Vas Sándor, majd 1922 és 1924 között a Zeneművészeti Főiskolán (tanárképző) Senn Irén irányítása alatt végezte. Zeneelméletet Siklós Albertnál tanult. 1949–51-ben a Postás Zeneiskola igazgatója, 1951 és 1956 között a Liszt Ferenc Zeneművészeti Főiskola tanulmányi osztályvezetője, 1956–61-ben a Fővárosi Zeneiskolai Szervezet szakfelügyelője volt. 1961-ben nyugalomba vonult. Számos írása jelent meg zenei folyóiratokban.
Házastársa Almár (Fränkel) György volt, akivel 1928. július 21-én Budapesten kötött házasságot. 1938-ban kikeresztelkedtek a római katolikus vallásra.
A Farkasréti temetőben helyezték végső nyugalomra.

## Művei
- Elemzés-értelmezés (Az új tananyag magyar zongoradarabjai, Budapest, 1948)
- Harminchat francia népdal (Budapest, 1949)
- A szolfézstanítás kézikönyve (Halász Kálmánnal, Budapest, 1950)
- Szovjet négykezesek (társszerző, Budapest, 1950)
- Régi magyar négykezesek, I-III. f. (társszerző, Budapest, 1958-59)
- Muzsikáljunk együtt (négykezesek, társszerző, Budapest, 1960)
- Zenei nevelés Magyarországon (Budapest, 1964, további kiadások több nyelven)
- Zongoraoktatásunk története (Budapest, 1976)
- Das Kind am Klavier: Das Notenlesen (Lipcse, 1981)

Szerkesztette:
- Bartók Béla: Önéletrajz. Írások a zenéről (1946)
- Varró Margit: Tanulmányok, előadások, visszaemlékezések (1980)

## Díjai, elismerései
- Munka Érdemrend ezüst fokozata (1976)